# فرودگاه بین‌المللی پونتا کانا
فرودگاه بین‌المللی پونتا کانا (به انگلیسی: Punta Cana International Airport) (به زبان بومی: Aeropuerto Internacional Punta Cana) یک فرودگاه همگانی و خصوصی مسافربری با کد یاتا PUJ است که یک باند فرود آسفالت و بتن ۱ دارد و طول باند آن ۳۱۰۰ متر است. این فرودگاه در منطقه پونتا کانا در استان لا آلتاگراسیا کشور جمهوری دومینیکن قرار دارد و در ارتفاع ۱۲٫۲ متری از سطح دریا واقع شده‌است.

## شرکت‌های هواپیمایی و مقصدهای پروازی
| شرکت‌های هواپیمایی                      | مقصدهای پروازی |
| -------------------------------------- | --- |
| ارولینیاس آرژانتیناس                   | مینیسترو پیستارینی |
| ایر آنتیل اکسپرس                       | فصلی: پوانت آ پیتر |
| ایر کانادا                             | فصلی: هلفکس استانفیلد، مک‌دونالد-کارتیر اتاوا |
| ایر کانادا روژ                         | مونترآل-پییر الیوت ترودو، پیرسون تورنتو |
| ایر اروپا                              | مادرید-باراخاس |
| ایر فرانس                              | شارل دوگل پاریس |
| Air Transat                            | مونترآل-پییر الیوت ترودو، ژان لوساژ شهر کبک، پیرسون تورنتو فصلی: کالگری، ادمونتون، فردریکتون، هلفکس استانفیلد، جان سی. منرو همیلتن، لندن، گریتر مانکتن، مک‌دونالد-کارتیر اتاوا، رجاینا، ساسکاتون جان گ. دیفنبکر، سولت ماریه (آغاز از ۲۲ دسامبر ۲۰۱۷), سنت جان، تاندر بی، ویندزر، ونکوور (آغاز از ۱۰ نوامبر ۲۰۱۷), وینیپگ جیمز آرمسترانگ ریچاردسون |
| امریکن ایرلاینز                        | شارلوت داگلاس، میامی، فیلادلفیا فصلی: لوگان، اوهر شیکاگو، دالاس-فورت ورث، جان اف کندی |
| Apple Vacations                        | چارتر فصلی: لوگان، سینسیناتی/کنتاکی شمالی، متروپولیتن شهرستان وین دیترویت، ژنرال میچل، پیتسبورگ، لامبرت-ست لوی |
| اویانکا                                | ال دورادو |
| اویانکا اکوادور                        | چارتر: نیو کیتو |
| اویانکا پرو                            | خورخه چاوز |
| Azur Air                               | چارتر فصلی: دوموده‌دوو، پالکوو |
| Azur Air Germany                       | چارتر: برلین شونفلد، دوسلدورف، هانوفر (آغاز از ۳۱ اکتبر ۲۰۱۷), مونیخ |
| بریتیش ایرویز                          | گاتویک |
| کوندور فلوگدینست                       | فرانکفورت، مونیخ فصلی: وین |
| کوپا ایرلاینز                          | توکومن |
| کوپا ایرلاینز کلمبیا                   | توکومن |
| دلتا ایرلاینز                          | هارتسفیلد-جکسون آتلانتا، جان اف کندی فصلی: لوگان، متروپولیتن شهرستان وین دیترویت، مینیاپولیس−سنت پل |
| ایسترن ایر لاینز                       | چارتر: میامی |
| ادلوایس ایر                            | زوریخ |
| یورو وینگز اجرا توسط سان‌اکسپرس دویچلند | کلن بن فصلی: مونیخ (آغاز از ۴ مه ۲۰۱۸) |
| Evelop Airlines                        | مادرید-باراخاس |
| French Blue                            | اورلی |
| فرانتیر ایرلاینز                       | اوهر شیکاگو فصلی: فیلادلفیا |
| گول ایر ترنسپورت                       | سائو پائولو گوارولوس |
| جت‌بلو                                  | لوگان، فورت لادردیل–هالیوود، جان اف کندی، لوئیز مونز مارین |
| تام ایرلاینز                           | برازیلیا (برقراری مجدد از ۶ ژانویه ۲۰۱۸) |
| لان ایرلاینز                           | میامی، کومودورو ارتورو مرینو بنیتز |
| لان پرو                                | خورخه چاوز |
| Latin American Wings                   | خورخه چاوز، کومودورو ارتورو مرینو بنیتز |
| Level                                  | بارسلونا-ال پرات |
| لوت پولیش ایرلاینز                     | چارتر فصلی: شوپن ورشو |
| Magni                                  | چارتر فصلی: ژنرال ماریانو اسکبیدو |
| نوردویند ایرلاینز                      | چارتر فصلی: شرمتیوو |
| Orbest اجرا توسط Evelop Airlines       | فصلی: لیسبون پورتلا، مادرید-باراخاس |
| روتاکا ایرلاینز                        | سیمون بولیوار |
| روسیه ایرلاینز                         | چارتر فصلی: ونوکووا |
| Servicios Aéreos Profesionales         | چارتر: و. س. برد، کویین بیاتریکس، گرانتلی ادمز، هاتو، فرنک پئیز، پوانت آ پیتر، پیارکو، پرینسس جولیانا، لا امریکاس، خوآن گئوآلبرتو گومس |
| ساوت‌وست ایرلاینز                       | هارتسفیلد-جکسون آتلانتا، ثرگود مارشال بالتیمور واشینگتن، میدوی شیکاگو، فورت لادردیل–هالیوود (آغاز از ۵ نوامبر ۲۰۱۷) |
| Spirit Airlines                        | فورت لادردیل–هالیوود |
| Sun Country Airlines                   | فصلی: دالاس-فورت ورث، مینیاپولیس−سنت پل |
| سان‌وینگ ایرلاینز                       | مونترآل-پییر الیوت ترودو، پیرسون تورنتو فصلی: ادمونتون، مون-ژولی، ونکوور |
| TAME                                   | چارتر: نیو کیتو |
| Thomas Cook Airlines                   | چارتر: منچستر |
| Thomas Cook Airlines Scandinavia       | چارتر: کپنهاگ، استکهلم-آرلاندا |
| Thomson Airways                        | چارتر: منچستر چارتر فصلی: بیرمنگام، گاتویک, |
| Travel Service Polska                  | چارتر فصلی: شوپن ورشو |
| TUI fly Belgium                        | بروکسل |
| تی‌یوآی ایرلاینز نیدرلندز               | چارتر فصلی: اسخیپول آمستردام، کاتوویتس، شوپن ورشو, پوزنان-لاویکا |
| یونایتد ایرلاینز                       | جرج بوش، لیبرتی نیوآرک فصلی: اوهر شیکاگو، دالس واشینگتن |
| Vacation Express                       | چارتر فصلی: هارتسفیلد-جکسون آتلانتا، ثرگود مارشال بالتیمور واشینگتن، بوفالو نیاگارا، شارلوت داگلاس، سینسیناتی/کنتاکی شمالی، کلیولند هاپکینز، پورت کلمبوس، دالاس-فورت ورث، متروپولیتن شهرستان وین دیترویت، جرج بوش, ایندیاناپلیس، کانزاس‌سیتی (Begins ۱۸ فوریه ۲۰۱۸), میامی، نشویل، لوئیز آرمسترانگ نیو اورلنان، لیبرتی نیوآرک، پیتسبورگ، تمپا     |
| Wamos Air                              | مادرید-باراخاس |
| وست جت                                 | پیرسون تورنتو فصلی: هلفکس استانفیلد، مونترآل-پییر الیوت ترودو، مک‌دونالد-کارتیر اتاوا |
| Wingo                                  | ال دورادو |
| ایکس‌ال ایرویز فرانسه                   | شارل دوگل پاریس فصلی: بوردو–مریگناک، لیون-سینت اگزوپری، نانت آتلانتیک، تولوز-بلانیاک |

### Cargo airlines
| Airline     | Destinations |
| ----------- | ------------ |
| Solar Cargo | میامی        |